# Aggancio norvegese

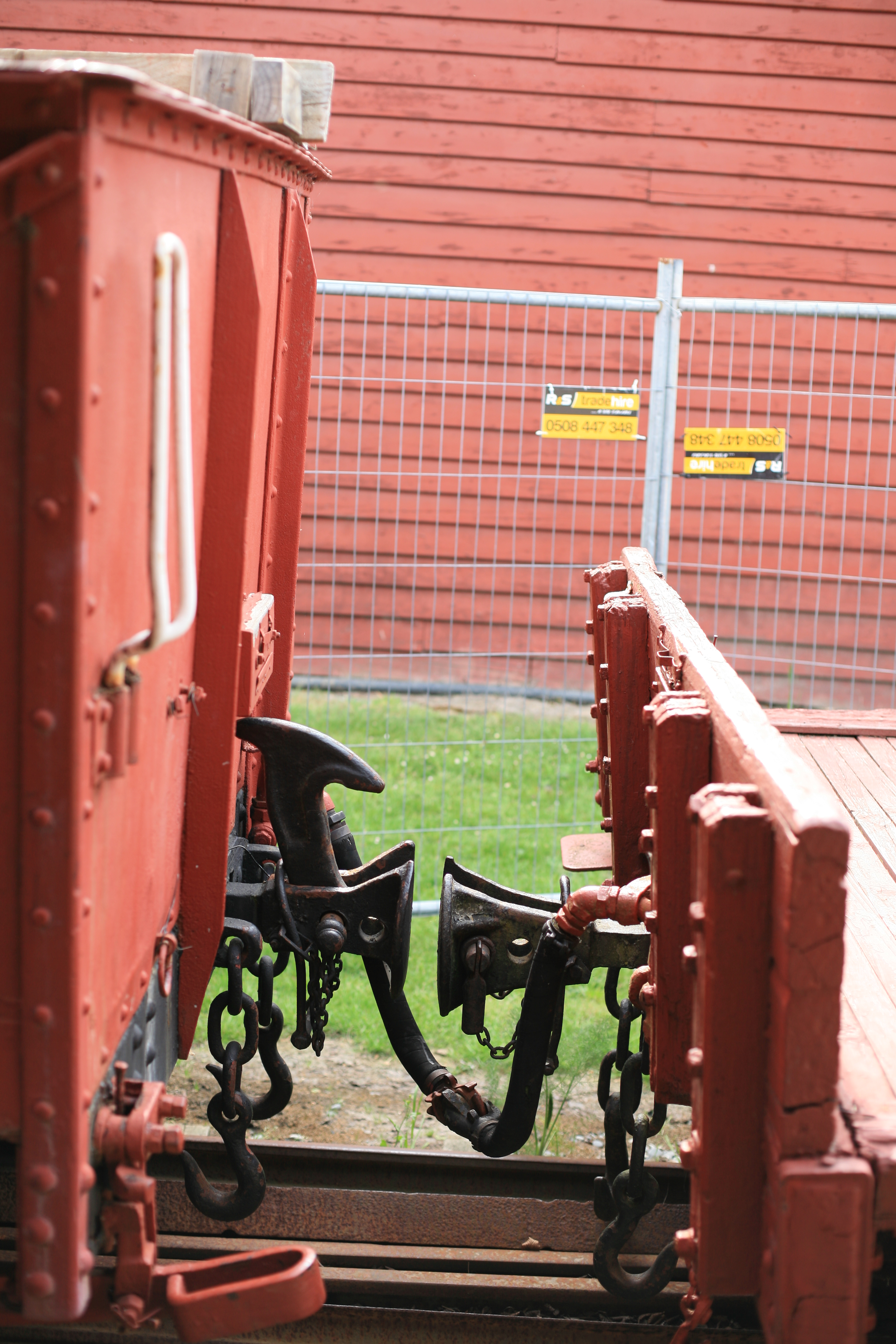
Ferrovia storica di Little River, New Zealand; aggancio tipo norvegese

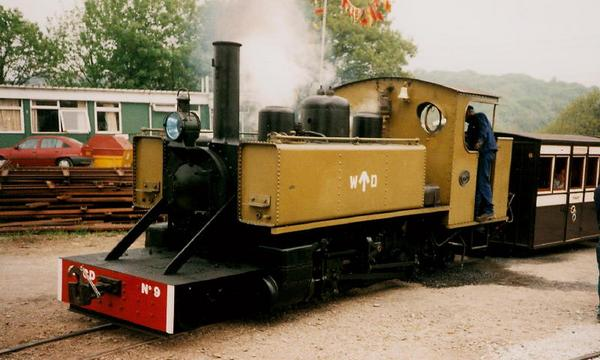
Aggancio norvegese sulla locomotiva ALCO della Froissy Dompierre Light Railway

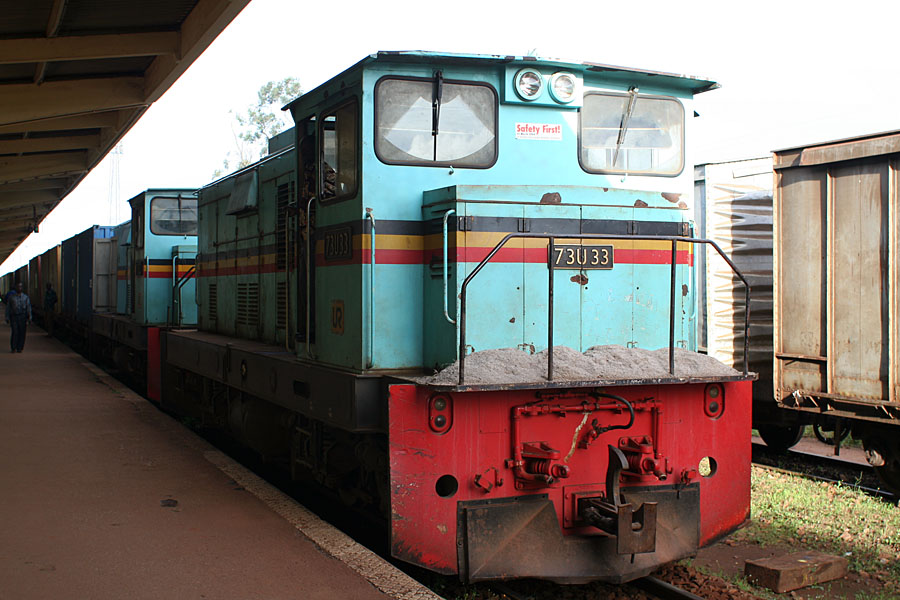
Ferrovie in Uganda; aggancio norvegese

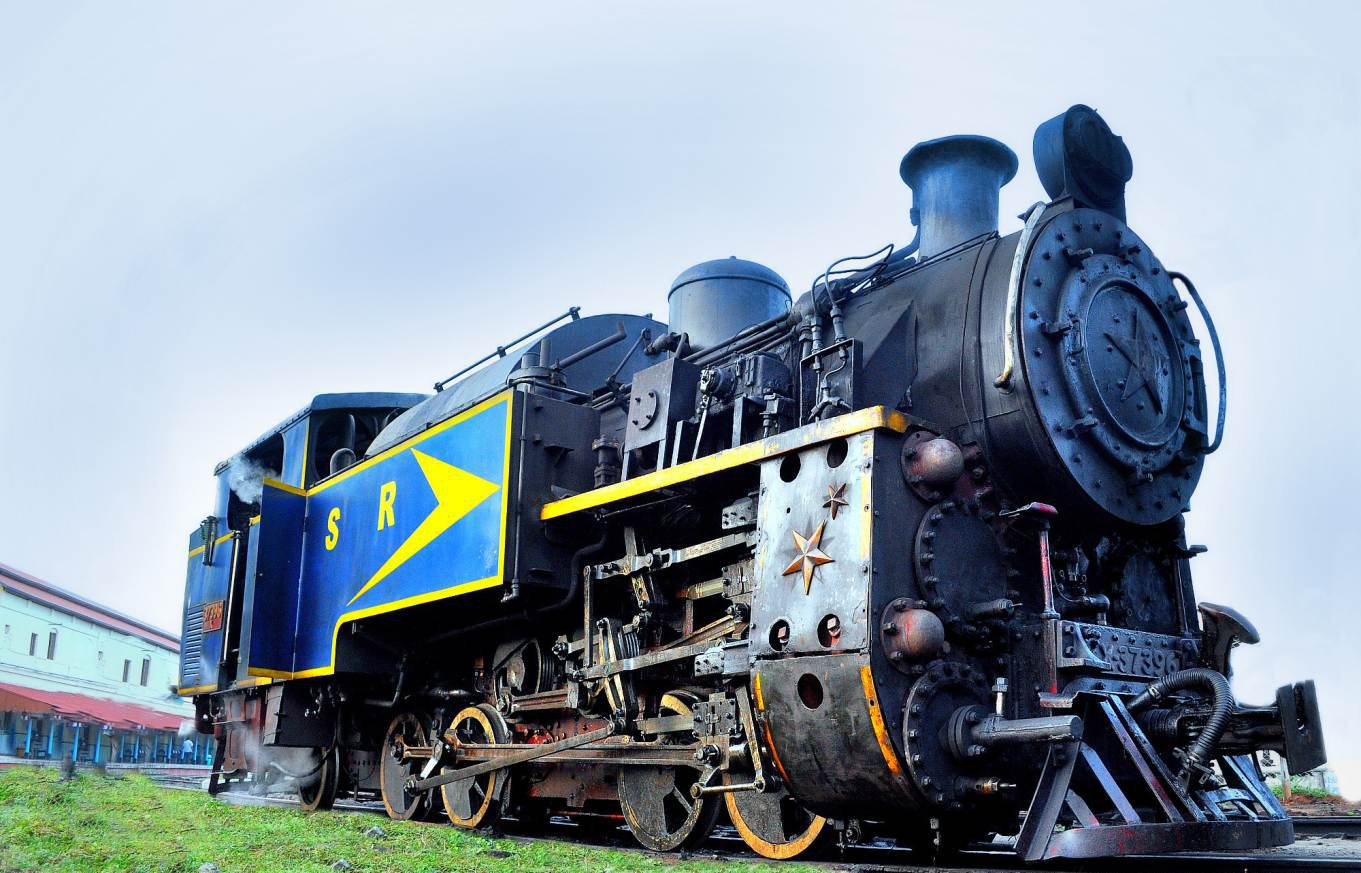
India; locomotiva della Nilgiri Mountain Railway con aggancio norvegese

L'aggancio norvegese, più noto come Norwegian coupling, è un particolare tipo di gancio di trazione che consiste di un piccolo respingente centrale, posto sulle traverse di testa dei veicoli ferroviari, che incorpora un gancio ad esso incernierato che, abbassato, si inserisce nella sede apposita del respingente corrispondente del veicolo da accoppiare .
Il "Norwegian coupling" venne ideato da Carl Abraham Pihl, ingegnere norvegese, intorno al 1870; Pihl, che propugnò l'uso dello scartamento 1067 mm (3' 6'') per molte linee della Norvegia e influenzò la scelta dello stesso in molti paesi del mondo e perfino in Giappone. Il sistema di aggancio venne ideato per risolvere il problema creato dalle curve strette, tipiche dello scartamento ridotto, al classico sistema respingente-gancio e vite: se troppo sollecitato, in curva, il respingente poteva accavallarsi all'altro o rompere il gancio a maglia; riunire in un "unicum" gancio e respingente riduceva al minimo anche tale possibilitàpermettendo una più sicura iscrizione nelle curve di stretto raggio.
Il sistema trovò un impiego limitato alle ferrovie a scartamento ridotto da 3' 6'' (1067 mm) o minore e soprattutto per ferrovie caratterizzate da basse velocità e treni di massa limitata quali, la Western Australian Government Railways, la Ffestiniog Railway e la Welsh Highland Railway. Tale tipo di accoppiamento dei rotabili, infatti, non è molto resistente perché di piccola massa ed ha la tendenza a sganciarsi se troppo sollecitato; per evitarne lo sganciamento a volte viene integrato da ulteriori dispositivi, non sempre compatibili l'un l'altro quanto a dimensioni e misura. In Portogallo venne adottato dalla Companhia do Caminho de Ferro de Guimarães per la sua linea a scartamento metrico.
Durante il XX secolo, in Norvegia, le linee a scartamento ridotto vennero chiuse o riconvertite a scartamento normale; rimasero ad usare il sistema "norvegese" solo le due ferrovie museo, della Setesdal e la Urskog-Høland.
Sulle linee nelle quali i convogli hanno una composizione bloccata il dispositivo di aggancio è montato solo da un lato; in tale situazione si trovano la Lynton and Barnstaple Railway (L&B), ferrovia a scartamento ridotto del Devon, in Inghilterra, le ferrovie della Nuova Zelanda e la Isle of Man Railway.
Usano l'accoppiamento norvegese le ferrovie del Kenya, dell'Uganda, della Tanzania e la ferrovia turistica Nilgiri Mountain Railway, in India.
Le New Zealand Government Railways nel corso degli anni settanta svilupparono una versione più larga e robusta di tali dispositivi che vennero installati al gruppo di locomotive General Electric tipo GE U26C che erano giunte dagli Stati Uniti d'America con il gancio di trazione Janney montato di serie. L'operazione venne decisa quando le locomotive furono assegnate alla trazione esclusiva dei treni merci veloci della North Island Main Trunk.
La Pichi Richi Railway, in Australia, usa l'accoppiatore norvegese quale standard e il tipo Janney quando occorre; l'alloggiamento sulla traversa dei rotabili prevede la possibilità di montare a scelta ciascuno dei due.